# Wunsch & Wirklichkeit
Wunsch & Wirklichkeit (Alternativtitel: Wunsch und Wirklichkeit, Ein mörderisches Angebot; Originaltitel: The Proposition) ist ein US-amerikanisches Filmdrama aus dem Jahr 1998. Regie führte Lesli Linka Glatter, das Drehbuch schrieb Rick Ramage.

## Handlung
Die Handlung spielt im Jahr 1935 in Boston und wird in einer Rückblende erzählt. Der Anwalt Arthur Barret ist mit Eleanor verheiratet, die sich Kinder wünscht. Arthur ist jedoch zeugungsunfähig. Er schlägt dem Jurastudenten Roger Martin vor, dass dieser Eleanor schwängert. Martin willigt ein; er verliebt sich später in die Frau und lässt sie nicht, wie vereinbart, in Ruhe. Einige Zeit später wird er ermordet.
Eleanor lernt den aus Großbritannien eingewanderten Geistlichen Pater Michael McKinnon kennen, der mit Arthur Barret verwandt ist; ihm erzählt sie später von der Abmachung mit Roger. Daraufhin verdächtigt Pater McKinnon Eleanors Mann Arthur, Martin getötet zu haben. Die Freundschaft zwischen Eleanor und McKinnon intensiviert sich nach und nach und schließlich kommt es, von der Haushälterin Syril gefördert, zu einer folgenschweren Nacht, die der Pater und Eleanor gemeinsam verbringen.
Kurze Zeit darauf erfährt der Pater von seiner geplanten Versetzung nach Rom; Eleanor hatte seinem Vorgesetzten von ihrer Sünde gebeichtet. Als McKinnon sie darauf anspricht, gesteht sie ihm, schwanger von ihm zu sein und ihren Mann davor schützen zu wollen, die Kinder immer mit ihrem leiblichen Vater – dem Pater – sehen zu müssen. McKinnon kann sie jedoch davon überzeugen, mit einer Spende an die Gemeinde die Versetzung abzuwenden. In der Folge finden die Eheleute Barret durch die Schwangerschaft erneut zueinander. Dies bezeichnet der Erzähler aus dem Off, der Pater, als „Heilung“.
Im 8. Monat von Eleanors Schwangerschaft erhält McKinnon den Anruf eines Arztes, der ihm mitteilt, dass Eleanor in den Wehen liege und dringend ihren Pater verlange. Da dieser verreist ist, eilt Pater McKinnon an das Bett der Sterbenden, die ihn, kurz bevor sie stirbt, noch fragt, was er mit den Kindern tun werde, wenn sie tot sei. Nachdem McKinnon dem Arzt dabei geholfen hat, seine zwei Söhne auf die Welt zu bringen, teilt er Arthur Barret in Anwesenheit von Syril als Zeugin mit, der Vater der Zwillinge zu sein, und dass er sie mit sich nach England zu nehmen gedenke. Würde Barret ihm dies verweigern, so würde er das Geschehene aufdecken.
Nachdem er jedoch ein Gespräch zwischen Syril und Arthur in der Kirche bei der aufgebahrten Eleanor mitangehört hat, aus dem er erfährt, dass in Wirklichkeit Syril den jungen Martin ermordet hatte, um ihren wie einen Sohn geliebten Arthur vor der öffentlichen Schande zu bewahren, entschließt er sich dazu, seine Söhne doch bei dem Witwer zu lassen. Im Gegenzug erbittet er sich nur das Recht, die Tote auf einem Fleck Land neben der Kirche unter einem Baum begraben zu dürfen.

## Kritiken
Derek Adams schrieb in der Zeitschrift Time Out London, die Regisseurin lasse die cineastische Erforschung solcher Themen wie sexuelle Stellvertretung oder Materialismus an der US-amerikanischen Ostküste in der Zwischenkriegszeit aus. Beinahe jede Szene sei mit „kitschigem Glamour“ versehen.
Das Lexikon des internationalen Films schrieb, der Film sei ein „als lange Rückblende mit großer stilistischer Geschlossenheit erzähltes Melodram, dessen Themen – Emanzipation, Unfruchtbarkeit, Zölibat und Schicksal – zu keiner überzeugenden Verbindung finden“. Die „Verankerung in den 30er Jahren“ misslinge, „weil dem Film jedes Gespür für die Zeit“ fehle.

## Hintergründe
Der Film wurde in Boston, in Ipswich (Massachusetts) und in Paxton (Massachusetts) gedreht. Er spielte in den ausgewählten Kinos der USA ca. 122 Tsd. US-Dollar ein.